# Anaclastis
Anaclastis és un gènere monotípic d'arnes de la família Crambidae. Conté només una espècie, Anaclastis apicistrigellus, que es troba a Austràlia, on ha estat registrada des de Queensland fins a Nova Gal·les del Sud. Té una envergadura de 10 mm.